# 이유연
이유연(2000년 9월 4일~)은 대한민국의 수영 선수이다. 2018년 하계 청소년 올림픽과 2019년 세계 선수권 대회에 참가했으며, 2020년 하계 올림픽 국가대표로 발탁되었다.